# Миколай XXI Радзивілл
Миколай XXI Радзивілл (лит. Mikalojus Radvila, пол. Mikołaj Radziwiłł, *20 жовтня 1746 — †3 травня 1795) — політичний і військовий діяч Великого князівства Литовського в Речі Посполитій.

## Життєпис
Походив з литовського магнатського роду Радзивіллів, представник Шидловецької лінії гілки Несвізько-Олікської. Старший син Леона Міхала Радзивілла, стражника польного литовського, і Анни Мицельської. Народився в 1746 році. 1751 року втратив батька. Виховувався під опікою матері. Замолоду закохався в Марію Чорторийську, проте матір була проти цього шлюбу, оскільки Радзивілли і Чорторийські були політичними суперниками. Лише після смерті Анни Мицельської Миколай Радзивілл зміг би одружитися з коханою, але та на той час уже вступила в шлюб. Одружився з представницею роду Гаджицьких.
Обрав для себе військову кар'єру. 1786 року отримав чин полковника литовських військ. Разом з тим долучився до масонського товариства. Невдовзі отримав радошковицьке староство. Нагороджений орденами Святого Губерта, а потім Білого Орла. 1789 року став кавалером ордена Святого Станіслава. Помер 1795 року, не залишивши спадкоємців. Усе його майно успадкував брат Мацей.